# Abel Faivre

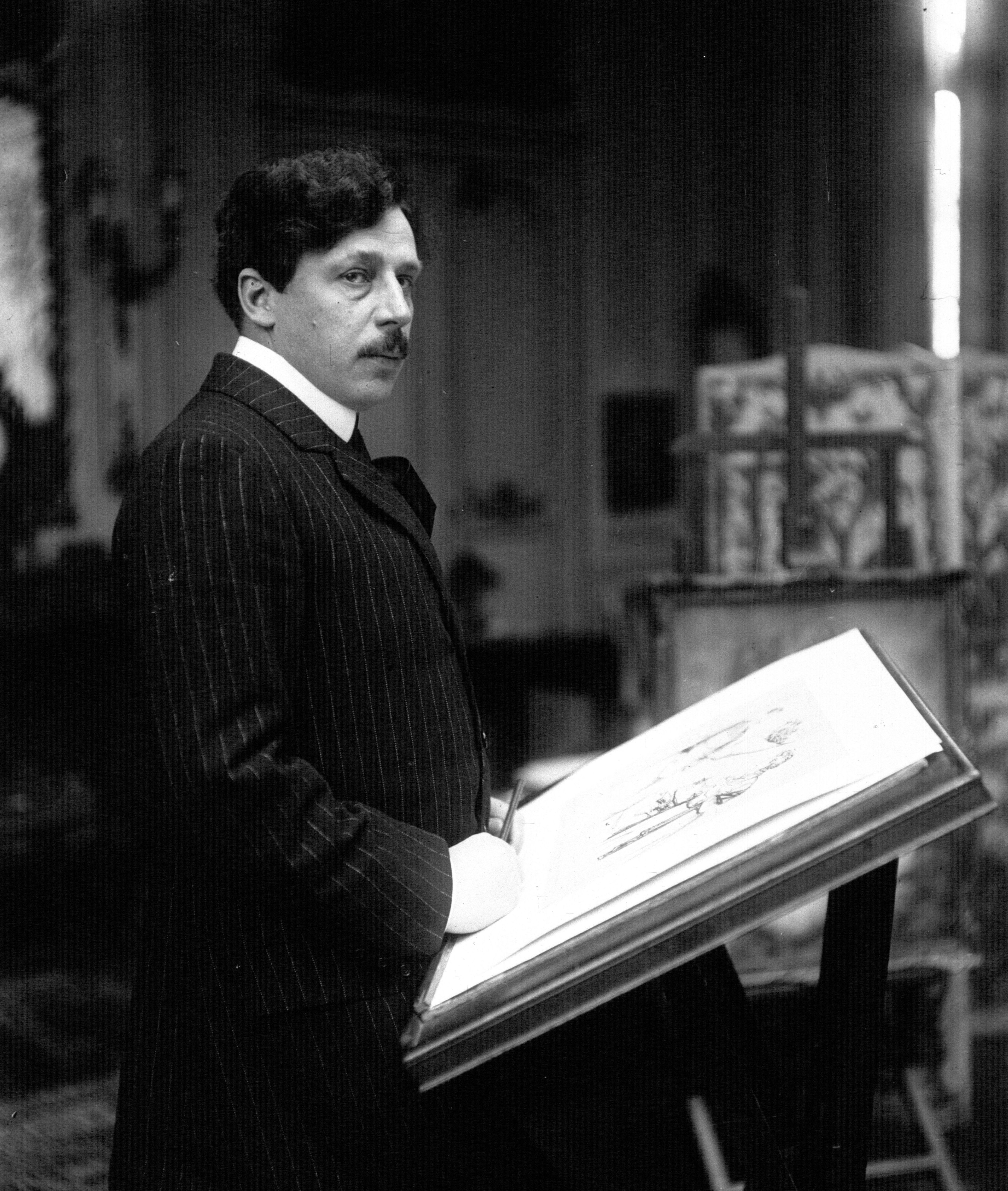
Abel Faivre, 1913

Abel Faivre (30 de março de 1867 - 13 de agosto de 1945) foi um pintor, ilustrador e cartunista francês .

## Vida e obra
Jules Abel Faivre nasceu em Lyon, França. Frequentou a École nationale des beaux-arts de Lyon durante três anos, e, posteriormente, a Société Nationale des Beaux-Arts e a Académie Julian. Foi membro da Société des Artistes Français. Morou em La Croix-Valmer. Profissionalmente, criou cartazes de propaganda para o Exército francês durante a Primeira Guerra Mundial e foi autor de banda desenhada para Le Rire, L'Écho de Paris e Le Figaro.
Faivre morreu em 13 de agosto de 1945 em Nice, França. Em La Croix-Valmer deram o seu nome a uma avenida. O seu trabalho está conservado nas coleções da Biblioteca Nacional de Medicina, da Universidade de Michigan, do Museu de Arte Moderna e no Museu do Brooklyn.

## Coleções
- Musée d'Orsay, La Femme à l'éventail,[8] Natureza morta com jarro e frutos[9]
- Museu Britânico[10]
- Instituto de Arte de Chicago[11]

## Galeria

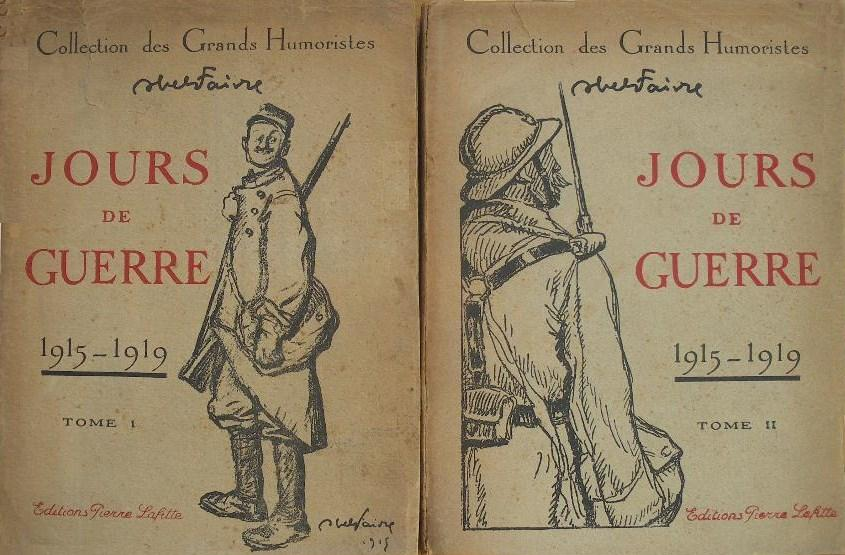
Capa de uma revista em quadrinhos francesa
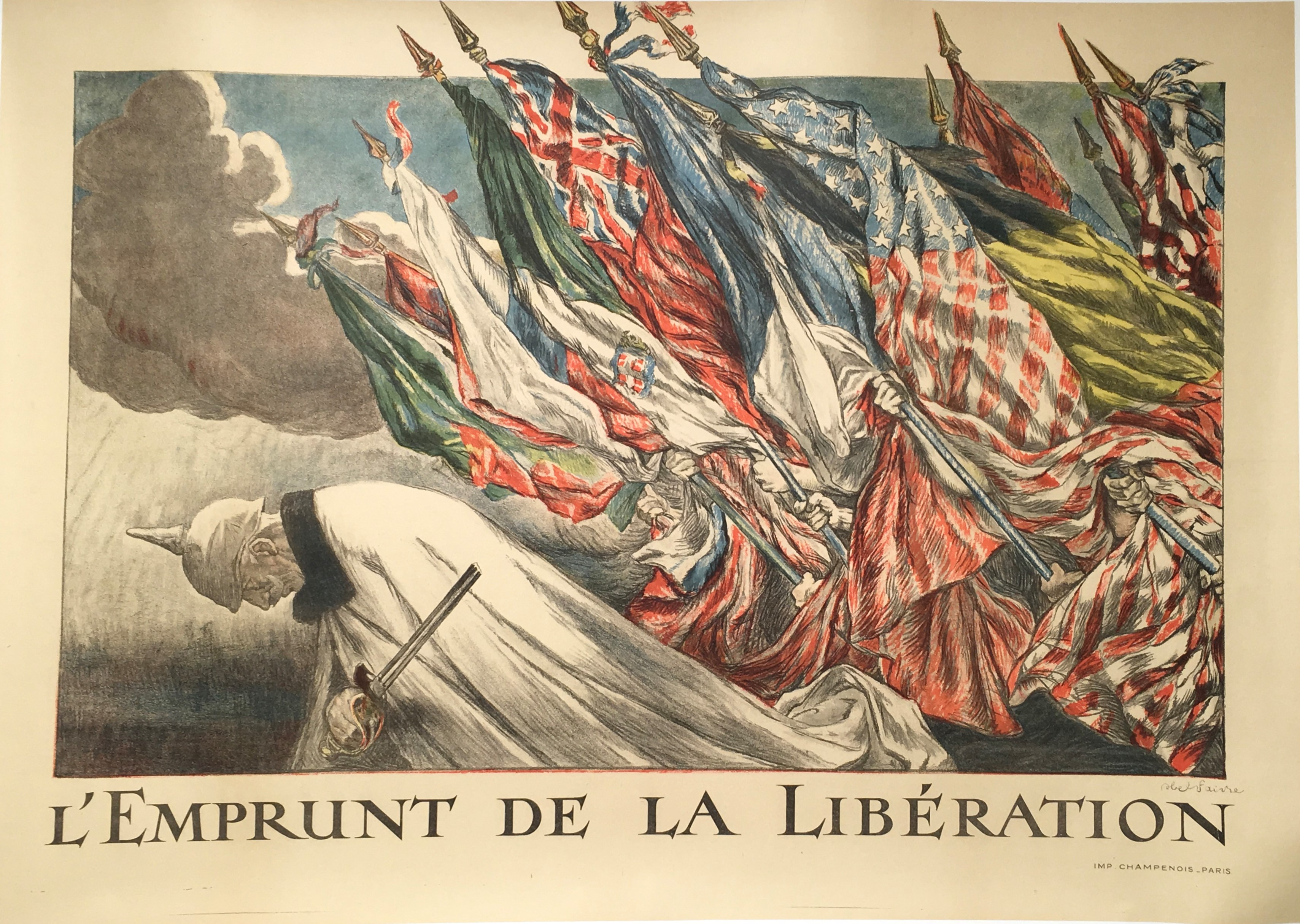
Cartaz solicitando doações para "Empréstimo para a liberdade" para ajudar a derrotar a Alemanha na Primeira Guerra Mundial